# 計画造船
計画造船（けいかくぞうせん）とは、第二次世界大戦後の日本において、政府が財政投融資によって海運会社に資金を与えて新造船を発注させて事業に必要な商船を確保させる政策のこと。

## 概要
第二次世界大戦での日本の敗北は、海運業界には徴用された商船の撃沈による壊滅、造船業界には海軍消滅に伴う軍需の消滅という形で打撃を与えた。しかも、連合国軍最高司令官総司令部（GHQ）は日本企業の戦争協力に対する制裁措置の一環として、日本政府に対して戦時補償債務打ち切りを指令してきたため、再建もままならない有様であった。
こうした窮状を救うために、政府は1947年（昭和22年）9月に、海運会社に対して船舶公団や復興金融金庫を経由して長期低利の融資を実施して造船会社に計画的に発注させることで、対外貿易に必要な船舶量を確保するとともに、造船の新規発注を起こすという計画造船の方針を打ち立てた。同年度に第1次計画造船が実施され、以後1987年（昭和62年）の第43次計画造船まで実施された。
計画造船は、政府が年度ごとに必要な船の数に応じた船種別に建造計画に策定して必要な経費を見積もり、その経費のうちの一定比率（50%など）を財政投融資の形で融資する計画を立案する。これに海運会社が応募してその中から会社の経営状況や造船を担当する造船所の稼働状況などを勘案して計画造船の対象を決定した。なお、1949年（昭和24年）の第5次計画造船以後は対日援助見返資金、1952年（昭和27年）の第8次計画造船以後は日本開発銀行（一部、市中銀行も関与）が融資の実務を担当した。
計画造船は造船業・海運業の再建とその後の外洋航路再建と高度経済成長を支える重要な鍵となった。1950年代には定期貨物船が主だった計画が、1960年代に入るとタンカーや鉄鉱石・石炭の専用船、更にLNG船など、時代とともにその対象が変化していった。だが、その一方で長期低利の融資とは言え、船舶の建造費そのものが高いために、海運会社はその利子負担に悩まされることになった。そのため、政府と財界は1964年（昭和39年）に合併も含む大規模な海運業の業界再編成を実施するとともに、政府が利子補給や利子支払猶予を行った。だが、1980年代になると、オイルショック以後の海運不況が深刻化し、1986年（昭和61年）には海運造船合理化審議会が船舶の過剰を理由として造船業の大幅合理化を提言するに至った。こうした中で、1987年（昭和62年）の第43次計画造船をもって、事実上計画造船はその役割を終えることになった。この間に1272隻（4238万総トン）の船舶が計画造船によって生み出された。

## 計画造船標準船形
太平洋戦争による徴用商船の壊滅による船舶不足を補うため、造船量の増大や効率化を目的として標準船形が制定された。大小貨物船4形式が計画された。船舶不足の解消により、1949年（昭和24年）の第4次計画造船を最後に標準船形は廃止された。応募した船主の好みに合わせているため、姉妹船ながら上部構造物の配置が異なっていることが多い。
※以下、諸元は総トン数・機関・航海速力・試運転速力の順
KB型（6,000トンor4,500トン、タービン、12.0ノット、15.0ノット）
戦前の逓信省標準船B型貨物船をベースにして建造された貨物船で、第2次計画造船から第4次計画造船まで、6,000トン級2隻、4,500トン級6隻が建造された。第3次計画造船以降に建造された船は第2次計画造船で建造された4,500トン級3隻の使用実績から改良されており、外観が異なる。
KC型（2,700トンor3,000トンor3,500トン、タービン、12.0ノット、14.0ノット）
戦前の逓信省標準船C型貨物船をベースにして建造された貨物船で、第2次計画造船から第4次計画造船まで、2,700トン級4隻、3,000トン級1隻、3,500トン級11隻が建造された。
KD型（2,000トン、三連成レシプロorレンツ、10.0ノット、13.0ノット）
戦前の逓信省標準船D型貨物船をベースにして建造された貨物船で、第1次計画造船から第4次計画造船まで、中央機関型23隻、船尾機関型7隻が建造された。後に大半の船がディーゼル機関となった。うち、川南工業香焼島造船所製の船尾機関型2隻はいずれも逓信省標準船D型貨物船船尾機関型の戦後建造船。
KF型（600トン、三連成レシプロ、8.0ノット、10.0ノット）
小型貨物船で、船尾機関型と中央機関型の2タイプある。第1次計画造船から第4次計画造船まで、37隻が建造された。

## 主な計画船
- 第5次 - タンカー「松島丸」（後に捕鯨母船「第二図南丸」） - 1951年竣工
- 第8次 - 貨客船「さんとす丸」 - 1952年竣工
- 第9次 - 貨客船「ぶらじる丸」 - 1954年竣工
- 第12次 - タンカー「富士山丸」 - 1957年竣工
- 第13次 - 貨客船「あるぜんちな丸」 - 1958年竣工
- 第16次 - 貨物船「金華山丸」 - 1961年竣工
- 第18次 - 貨物船「山城丸」 - 1963年竣工
- 第20次 - 貨物船「りおでじやねいろ丸」 - 1965年竣工
- 第20次 - 撒積貨物船「ぼりばあ丸」 - 1965年竣工
- 第20次 - 鉱石運搬船「かりふおるにあ丸」 - 1965年竣工
- 第20次 - タンカー「山寿丸」 - 1965年竣工
- 第23次 - コンテナ船「箱根丸」 - 1968年竣工
- 第26次 - タンカー「日石丸」 - 1971年竣工
- 第29次 - タンカー「日精丸」 - 1975年竣工
- 第30次 - コンテナ船「春日丸」 - 1976年竣工